# 河口街道 (白山市)
河口街道，是中华人民共和国吉林省白山市浑江区下辖的一个乡镇级行政单位。

## 行政区划
河口街道下辖以下地区：
河口社区、东庆社区、东华社区、里岔沟村、瓮泉村、河口村、朝阳村和上甸子村。